# La Horca/Cancion Del Inmigrante
La Horca/Cancion Del Inmigrante è un singolo discografico della band britannica Led Zeppelin, pubblicato nel 1970 in Uruguay e Argentina.

## Tracce
1. La Horca (Gallows Pole) – 4:58 (brano tradizionale)
2. Cancion Del Inmigrante (Immigrant Song) – 2:26 (Jimmy Page e Robert Plant)

## Formazione
- Robert Plant – voce
- Jimmy Page – chitarra
- John Paul Jones – basso
- John Bonham – batteria